# Англосаксонци
Англосаксонци, често и Англосаси, народ су који је насељавао Велику Британију од 5. вијека. Чинили су их германска племена која су мигрирала на острво са континенталне Европе, њихови потомци, као и аутохтоне британске скупине, прихватиле су неки вид англосаксонсе културе и језика. Англосаксонси период у британској историји чини период од 450. до 1066. године, од настанке првих насеља до норманских освајања.
Англосаксонски период укључује настајање енглеске државе, која је са многим аспектима преживјела и данас, као што је регионална управа у виду грофовија и стотина. Током тог периода, хришћанство је обновљено и дошло је процвата књижевности и језика. Настале су разне повеље и закони. Англосаксонски језик је популарни назив језика који су говорили и којим су писали Англосаксонци у Енглеској и источној Шкотској између средине 5. и 12. вијека. У академској употреби, језик је најчешће познат као староенглески језик.

## Краљевине
Англосаксонци су у Британију стигли у 5. вијеку, тамо су се настанили и основали неколико различитих краљевина. Од свих новонасталих краљевина, Весекс је постао најмоћнији. Наиме, међу краљевинама су се увијек водиле борбе за превласт. Најстарија је била Нортамбрија која је доминирала за владавине Едвина (633). Затим је ред дошао на Мерцију и владаре Едбалда (757) и Офу (796) и као што је већ наведено, коначно је власт преузео Весекс за владавине Алфреда Великог. Кад су Викинзи из Данске напали и заузели сјеверну Енглеску, Алфред је зауставио њихов даљи продор према југу, а Англосаксонци су поново заузели сјевер у 10. вијек.

### Алфред Велики
Владар Весекса и Мерше, Алфред (849—899) био је способан војник који је одбранио своју краљевину од Викинга. Био је поклоник учења и образовања, а умјетност и наука су цвјетали у вријеме његове владавине. Није могао истјерати Викинге из сјеверне Енглеске, но већина људи тј. поданика сматрала га је својим заштитником. Био је први енглески краљ који је постао национални симбол.

### Кнут Велики
Данци су завладали цијелом Енглеском 1016. на челу с Кнутом (о. 995—1035). Кнутови синови су наслиједили Енглеску, али је Англосаксонац Едвард Исповједник (око 1003 — 1066) поново завладао земљом 1042. године. Он није имао дјеце, па је након његове смрти немирна Енглеска била врло рањива на освајање Нормана.

### Култура и архитектура
Средишта културног живота били су самостани и краљевски дворови, Алфред Велики окупљао је око себе учењаке и умјетнике, а и сам је превео многе латинске класике на староенглески језик.
Англосаксонске цркве попут цркве у Ерлс Бартону, често имају четвртасте торњеве украшене каменим рељефом. Тај узорак су у том времену, по свему судећи, имале дрвене грађевине које нису сачуване.

### Украшени рукописи
Монаси су били творци врсних рукописа. Један монах је писао текст, док га је други илустрирао фигурама, примјерице Св. Дунстан (око 909—988) клечи пред Христом, а трећи га је украшавао.

### Англосаксонска хроника
У 7. вијеку мисионари са европског копна преобратили су Англосаксонце на хришћанство. Оснивање самостана значило је да све више људи учи читати и писати.
У 9. вијеку је Алфред Велики наредио да се води хроника, редовно годишње праћење енглеске историје. Обухвата животе краљева и црквених вођа, војну историје и главне догађаје, као што је инвазија Викинга, а вођена је закључно с 1154. годином.
Беде је био енглески монах и учитељ у Џероу, а написао је Историја енглеске цркве и народа, који је данас један од најважнијих извора нашег знања из англосаксонског времена.

### Општа
- Hamerow, Helena; Hinton, David A.; Crawford, Sally, ур. (2011). The Oxford Handbook of Anglo-Saxon Archaeology. Oxford: Oxford University Press. ISBN 978-0-19-921214-9.
- Higham, Nicholas J.; Ryan, Martin J. (2013). The Anglo-Saxon World. Yale University Press. ISBN 978-0-300-12534-4.
- Hills, Catherine (2003). Origins of the English. London: Duckworth. ISBN 978-0-7156-3191-1.
- Koch, John T. (2006). Celtic Culture: A Historical Encyclopedia. Santa Barbara and Oxford: ABC-CLIO. ISBN 978-1-85109-440-0.
- Stenton, Sir Frank M. (1987) [first published 1943], Anglo-Saxon England, The Oxford History of England, II (3rd изд.), Oxford University Press, ISBN 978-0-19-821716-9

### Историјска
- Clark, David, and Nicholas Perkins, eds (2010). Anglo-Saxon Culture and the Modern Imagination.
- Stenton, F. M. (1971). Anglo-Saxon England (3rd изд.). Oxford: University Press. ISBN 978-0-19-821716-9.
- J. Campbell (1991). The Anglo-Saxons. London: Penguin. ISBN 9780140143959.
- E. James (2001). Britain in the First Millennium. London: Arnold.
- M. Lapidge (1999). The Blackwell Encyclopaedia of Anglo-Saxon England. Oxford: Blackwell.
- Donald Henson (2006). The Origins of the Anglo-Saxons. Anglo-Saxon Books., (. )
- Bazelmans, Jos (2009). „The early-medieval use of ethnic names from classical antiquity: The case of the Frisians”.  Ур.: Derks, Ton; Roymans, Nico. Ethnic Constructs in Antiquity: The Role of Power and Tradition. Amsterdam: Amsterdam University. стр. 321—337. ISBN 978-90-8964-078-9. Архивирано из оригинала 30. 08. 2017. г. Приступљено 31. 05. 2017.
- Brown, Michelle P.; Farr, Carol A., ур. (2001). Mercia: An Anglo-Saxon Kingdom in Europe. Leicester: Leicester University Press. ISBN 978-0-8264-7765-1.
- Brown, Michelle, (2010). The Lindisfarne Gospels and the Early Medieval World.
- Charles-Edwards, Thomas, ур. (2003). After Rome. Oxford: Oxford University Press. ISBN 978-0-19-924982-4.
- Dodwell, C. R. (1982). Anglo-Saxon Art, A New Perspective. Manchester University Press. ISBN 978-0-7190-0926-6.
- Dornier, Ann, ур. (1977). Mercian Studies. Leicester: Leicester University Press. ISBN 978-0-7185-1148-7.
- Elton, Charles Isaac (1882), „Origins of English History”, Nature, London: Bernard Quaritch, 25 (648): 501, Bibcode:1882Natur..25..501T, S2CID 4097604, doi:10.1038/025501a0
- Frere, Sheppard Sunderland (1987). Britannia: A History of Roman Britain (3rd, revised изд.). London: Routledge & Kegan Paul. ISBN 978-0-7102-1215-3.
- Giles, John Allen, ур. (1841), „The Works of Gildas”, The Works of Gildas and Nennius, London: James Bohn
- Giles, John Allen, ур. (1843), „Ecclesiastical History, Books I, II and III”, The Miscellaneous Works of Venerable Bede, II, London: Whittaker and Co. Текст „a ” игнорисан (помоћ)
- Giles, John Allen, ур. (1843), „Ecclesiastical History, Books IV and V”, The Miscellaneous Works of Venerable Bede, III, London: Whittaker and Co. Текст „b ” игнорисан (помоћ)
- Härke, Heinrich (2003), „Population replacement or acculturation? An archaeological perspective on population and migration in post-Roman Britain.”, Celtic-Englishes, Carl Winter Verlag, III (Winter): 13—28, Приступљено 18. 1. 2014
- Haywood, John (1999). Dark Age Naval Power: Frankish & Anglo-Saxon Seafaring Activity (revised изд.). Frithgarth: Anglo-Saxon Books. ISBN 978-1-898281-43-6.
- Higham, Nicholas (1992). Rome, Britain and the Anglo-Saxons. London: B. A. Seaby. ISBN 978-1-85264-022-4.
- Higham, Nicholas (1993). The Kingdom of Northumbria AD 350–1100. Phoenix Mill: Alan Sutton Publishing. ISBN 978-0-86299-730-4.
- Jones, Barri; Mattingly, David (1990). An Atlas of Roman Britain. Cambridge: Blackwell Publishers (објављено 2007). ISBN 978-1-84217-067-0.
- Jones, Michael E.; Casey, John (1988), „The Gallic Chronicle Restored: a Chronology for the Anglo-Saxon Invasions and the End of Roman Britain”, Britannia, The Society for the Promotion of Roman Studies, XIX (November): 367—98, JSTOR 526206, S2CID 163877146, doi:10.2307/526206
- Karkov, Catherine E. (2011). The Art of Anglo-Saxon England. Boydell Press. ISBN 978-1-84383-628-5.
- Kirby, D. P. (2000). The Earliest English Kings (Revised изд.). London: Routledge. ISBN 978-0-415-24211-0.
- Laing, Lloyd; Laing, Jennifer (1990). Celtic Britain and Ireland, c. 200–800. New York: St. Martin's Press. ISBN 978-0-312-04767-2.
- McGrail, Seàn, ур. (1988). Maritime Celts, Frisians and Saxons. London: Council for British Archaeology (објављено 1990). стр. 1—16. ISBN 978-0-906780-93-0.
- Mattingly, David (2006). An Imperial Possession: Britain in the Roman Empire. London: Penguin Books (објављено 2007). ISBN 978-0-14-014822-0.
- Pryor, Francis (2004). Britain AD. London: Harper Perennial (објављено 2005). ISBN 978-0-00-718187-2.
- Russo, Daniel G. (1998). Town Origins and Development in Early England, c. 400–950 A.D. Greenwood Publishing Group. ISBN 978-0-313-30079-0.
- Snyder, Christopher A. (1998). An Age of Tyrants: Britain and the Britons A.D. 400–600. University Park: Pennsylvania State University Press. ISBN 978-0-271-01780-8.
- Snyder, Christopher A. (2003). The Britons. Malden: Blackwell Publishing (објављено 2005). ISBN 978-0-631-22260-6.
- Webster, Leslie (2012). Anglo-Saxon Art. British Museum Press. ISBN 978-0-7141-2809-2.
- Wickham, Chris (2005). Framing the Early Middle Ages: Europe and the Mediterranean, 400–800. Oxford: Oxford University Press (објављено 2006). ISBN 978-0-19-921296-5.
- Wickham, Chris (2009). „Kings Without States: Britain and Ireland, 400–800”. The Inheritance of Rome: Illuminating the Dark Ages, 400–1000. London: Penguin Books (објављено 2010). стр. 150—169. ISBN 978-0-14-311742-1.
- Wilson, David M.; Anglo-Saxon: Art From The Seventh Century To The Norman Conquest, Thames and Hudson (US edn. Overlook Press), 1984.
- Wood, Ian (1984), „The end of Roman Britain: Continental evidence and parallels”,  Ур.: Lapidge, M., Gildas: New Approaches, Woodbridge: Boydell, стр. 19
- Wood, Ian (1988). „The Channel from the 4th to the 7th centuries AD”.  Ур.: McGrail, Seàn. Maritime Celts, Frisians and Saxons. London: Council for British Archaeology (објављено 1990). стр. 93—99. ISBN 978-0-906780-93-0.
- Yorke, Barbara (1990). Kings and Kingdoms of Early Anglo-Saxon England. B. A. Seaby. ISBN 978-0-415-16639-3.
- Yorke, Barbara (1995). Wessex in the Early Middle Ages. London: Leicester University Press. ISBN 978-0-7185-18561.
- Yorke, Barbara (2006).  Robbins, Keith, ур. The Conversion of Britain: Religion, Politics and Society in Britain c.600–800. Harlow: Pearson Education Limited. ISBN 978-0-582-77292-2.
- Zaluckyj, Sarah, ур. (2001). Mercia: The Anglo-Saxon Kingdom of Central England. Little Logaston: Logaston. ISBN 978-1-873827-62-8.